# 帝塚山小学校
帝塚山小学校（てづかやましょうがっこう）は、奈良県奈良市学園南にある私立小学校であり、学校法人帝塚山学園が運営する。併設の帝塚山幼稚園からの内部進学者も多いが、近年では外部からの入学者も積極的に受け入れている。生徒内訳は、男子約4割・女子約6割。

## 概要
教育の特色として、『子ども主役の学校づくり』をあげている。
- 倫理観を育てる心の教育
- 高い豊かな学力をつける英知の教育
- 強い体・ねばり強い心を育てる教育

教育目標として、『品性豊かな考える子ども』をつくることをあげている。
- じっくり心で考える
- じっくり頭で考える
- じっくり体で考える

## 主な行事
全校遠足、夏期学年合宿（1・2・3年）、臨海学舍（4・5年生）、林間学舎（6年生）、スキー教室、耐寒マラソン、七夕集会、運動会、音楽祭、幼小合同ファミリーカーニバル、美術作品展、豆まき集会、田植え・稲刈り体験、等が行われる。5年生の臨海学舎では、最長1.2㎞の遠泳が行われる。また、英語スピーチコンテスト、児童英検、漢字検定、等も実施される。

## 進学状況
男女共学であり、併設の帝塚山中学校・高等学校、または他の中学校に進学する。
主な外部進学先：灘、東大寺学園、西大和学園、洛南付属、洛星、奈良学園、清風南海、同志社女子、同志社香里、大阪星光、大阪桐蔭、四天王寺、奈良女子大附、大阪教育大附属天王寺　ほか
（2009～2010年度卒業者実績）
内部進学学力テストの成績によりコース分けされ、男子約55%、女子約80% が帝塚山中学校へ内部進学する。
内部進学実績：男子英数コース・スーパー理系クラス＝3名、男子英数コース・男子英数クラス＝14名、女子英数コース＝17名、女子特進Ⅱコース＝8名、女子特進Ⅰコース＝14名（2010年度実績）
全学年・完全週２時間の英語授業、4年～6年の算数はクラスの半数による少人数制、全学年・1人1台週1時間のパソコンによる情報学習などを行う。
小学5・6年は準教科担任制をとる。　各学年共2クラスで構成され、1クラス40名程度の月組・星組に分かれる。    コンピュータの授業(情報)もしている。

## 沿革
- 1941年（昭和16年） - 財団法人帝塚山学園創立、旧制中学・帝塚山中学校開校。
- 1952年（昭和27年） - 帝塚山小学校開校。
- 1996年（平成8年） - 新校舎（奈良市建築文化奨励賞受賞）・体育館・温水プール完成。
- 2002年（平成14年） - 創立50周年

## 交通
- 近鉄奈良線 学園前駅 南口すぐの、帝塚山学園キャンパス内を通り、徒歩約3分（学園校門は、駅と陸橋でつながっており、徒歩約1分）。